# NGC 5288
NGC 5288 (również OCL 910 lub ESO 97-SC7) – gromada otwarta znajdująca się w gwiazdozbiorze Cyrkla. Odkrył ją John Herschel 3 kwietnia 1835 roku. Jest położona w odległości ok. 7 tys. lat świetlnych od Słońca.